# Arabicodium
Arabicodium é um género de algas, pertencente à família Codiaceae.

## Espécies
- Arabicodium bicazense
- Arabicodium hansii